# Scheikh Yusuf
Scheikh Yusuf, mit vollständigem Namen Tuanta Salama ri Gowa Scheikh Yusuf Abul Mahasin Al-Taj Al-Khalwati Al-Makassari Al-Banteni, (* 3. Juli 1626 in Gowa bzw. Makassar, Süd-Sulawesi; † 23. Mai 1699 in Kapstadt, Südafrika) war ein indonesischer Muslim aus adeliger Familie. Im Jahre 1693 wurde er von den Holländern ans Kap der Guten Hoffnung verbannt. Seine Beinamen bzw. Ehrennamen sind u. a. Tuanta Salamaka, Tajul Khalwati und Abadin Tadia.

## Frühere Zeiten in Indonesien
Yusuf wurde als Neffe von Gowas König Gowas Tumamenang ri Gaukanna geboren und von ihm Muhammad Yusuf genannt. Er heiratete später seine Cousine, Tochter des Sultan Alauddin, und ging als Achtzehnjähriger nach Bantam, wo er den Sultan Ageng Tirtayasa kennenlernte. Im Jahre 1644 pilgerte er nach Mekka zum Haddsch, verbrachte mehrere Jahre dort und studierte bei verschiedenen islamischen Gelehrten. Als Yusuf die arabische Halbinsel im Jahre 1664 verließ, begann gerade der Krieg zwischen Makassar und der Vereinigten Ostindischen Kompanie (VOC), weswegen er nicht zurückkehren konnte. Er ging stattdessen zum Bantam auf Java, wo er von dem Sultan Ageng empfangen wurde. Yusuf heiratete die Tochter des Sultans und wurde religiöser Richter und persönlicher Berater des Sultans. Er verbrachte dort etwa 16 Jahre bis 1680, als Sultan Ageng gegen seinen von der VOC unterstützten Sohn, Sultan Haji, kämpfte. Als Sultan Ageng von der VOC im Jahre 1682 besiegt wurde, kämpfte Scheich Yusuf weiter, bis er gefangen genommen und im September 1684 ins Exil nach Sri Lanka gebracht wurde.

## Exilzeit in Sri Lanka
In Sri Lanka blieb Scheikh Yusuf bei der Verbreitung des Islams aktiv, sodass er Hunderte von – meist südindischen – Studenten hatte, einschließlich eines der bekannten islamischen Gelehrten Indiens, des Scheikhs Ibrahim ibn Mi'an. Da Scheikh Yusuf durch in Sri Lanka vorbeifahrende Pilger noch Kontakt zu seinen Anhängern in Indonesien hatte, wurde er schließlich im Juli 1693 von den Holländern ins Exil nach Südafrika gebracht.

## Exilzeit in Südafrika
Auch in Südafrika lehrte Scheikh Yusuf den Islam und hatte dort wieder viele Anhänger bzw. Studenten, bis er am 23. Mai 1699 starb. Sein Todestag wird heute von seinen Nachkommen als Gedenktag geehrt. Die kleine Stadt, in der er lebte, wurde nach seinem Geburtsort Macassar genannt. Der ehemalige Präsident Südafrikas Nelson Mandela ehrte ihn als „einen der besten afrikanischen Söhne“.